# Diplocephalus machadoi
Espèce
Diplocephalus machadoi est une espèce d'araignées aranéomorphes de la famille des Linyphiidae.

## Distribution
Cette espèce se rencontre au Portugal dans le district de Bragance dans le parc naturel du Douro international et en Espagne dans la province d'Alicante dans la Sierra de Aitana.

## Description
Le mâle holotype mesure 1,8 mm et la femelle paratype 1,8 mm.

## Étymologie
Cette espèce est nommée en l'honneur d'António de Barros Machado.

## Publication originale
- Bosmans, Cardoso & Crespo, 2010 : A review of the linyphiid spiders of Portugal, with the description of six new species (Araneae: Linyphiidae). Zootaxa, no 2473, p. 1-67.